# FSV Optik Rathenow
El FSV Optik Rathenow es un equipo de fútbol de Alemania que juega en la NOFV-Oberliga Nord, una de las ligas que conforman la quinta división de fútbol en el país.

## Historia
Su origen está en el Spielvereinigung Rathenow, fundado en 1906 en la ciudad de Rathenow, en Bradenburgo. En los años 30s se fusionaron con el Turnverein Vater Jahn Rathenow para crear al VfL Rathenow y jugaron en la Segunda División de Berlín-Bradenburg. En 1945 nació el Sportgemeinde Rathenow, ajeno al VfL después de la Segunda Guerra Mundial. Cambió su nombre al de BSG Verkehr Rathenow en 1948, el cual reclama los orígenes de la fusión del VfL, el SG y el BSG Mechanik Rathenow, pasándose a llamar BSG Motor Rathenow en 1951, jugando en el lado ocupado por la Unión Soviética en la República Democrática de Alemania con pocas apariciones en la Tercera División y mayormente en las ligas regionales.
El 10 de febrero de 1990 luego de la Reunificación de Alemania cambiaron su nombre por el de SV Optik por el patrocinio de una compañía óptica. El 21 de febrero de 1991 el departamento de fútbol se declaró independiente y pasó a llamarse FSV Optik Rathenow, donde participaron en su primer Copa de Alemania y ascendieron a la Regionalliga Nordost (III) en 1994 gracias a la reestructuración del fútbol alemán, hasta que descendieron en 1996 a la Oberliga, donde estuvieron normalmente en los puesto de abajo de la tabla, hasta su retorno a la Regionalliga Nordost en 2011.

## Palmarés
- NOFV-Oberliga Nord: 2

2015, 2018
- Bezirkspokal Potsdam (Copa de Potsdam): 3

1958, 1978, 1990
- Landesliga Brandenburg: 1

1991
- Verbandsliga Brandenburg (V): 2

1992, 2007